# Acer circinatum
Acer circinatum é uma espécie de árvore do gênero Acer, pertencente à família Aceraceae.